# Betzdorf (Luksemburg)
Betzdorf (lb. Betzder) − miejscowość i gmina (gemeng / commune / Gemeinde) we wschodnim Luksemburgu, w kantonie Grevenmacher. Do 3 października 2015 gmina leżała w dystrykcie Grevenmacher. Siedziba administracyjna gminy znajduje się w miejscowości Berg. Liczy 4105 mieszkańców (1 stycznia 2023).  

## Podział administracyjny
Do gminy należy sześć miejscowości, w tym pięć (Uertschaft) oraz jeden lieu-dit:
1. Banzelt, lieu-dit
2. Berg (Bierg)
3. Betzdorf (Betzder)
4. Mensdorf (Menster)
5. Olingen (Ouljen)
6. Roodt-sur-Syre (Rued-Sir / Roodt-Syr)

## Zabytki
- Zamek Betzdorf(inne języki)